# Joan Felip Mey
Joan Felip Mey i Galés (València?, ca. 1542 - Saragossa, 17 d'octubre de 1612) fou un impressor a cavall dels segles xvi i xvii, actiu a les ciutats de Tarragona i València, i catedràtic de Prosòdia i Grec a la Universitat de València.

## Biografia

### Els primers anys a València
Fill de Joan Mey, d'origen flamenc, i de Jerònima Galés, impressors valencians, neix probablement a València, al voltant de 1542. Germà major del també impressor Pere Patrici.
Quan el seu pare fa testament el 12 de febrer de 1550 disposa que si Joan Felip vol ésser impressor hereti la impremta quan la seva mare mori o en vida d'aquesta, a voluntat de la pròpia mare i, per aconseguir-lo, indica la seva voluntat que la seva muller el faci estudiar i que aprengui l'ofici d'impressor.
Pot ser que estudiés Gramàtica i Llatinitat a la Universitat de València i que Pere Joan Nunyes fos un dels seus professors, al mateix temps que aprenia tot el relacionat amb l'estampació de llibres. És molt possible que també estudiés a la Universitat d'Alcalá de Henares.

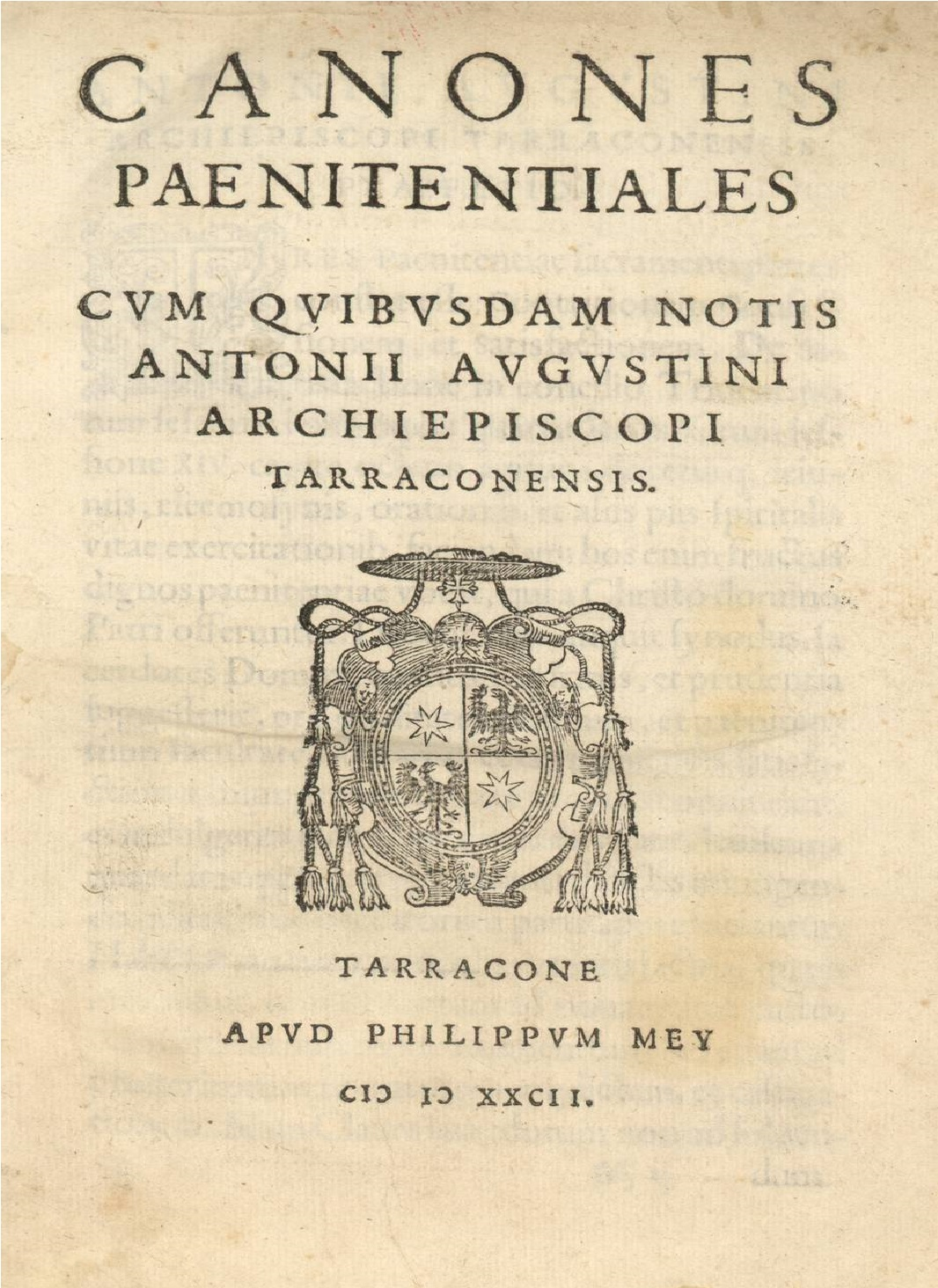
Portada dels Canones paenitentiales (1582).

Sobre la seva relació amb la impremta familiar poques dades es tenen. El 17 de gener de 1558 escriu un epíleg a la Crònica de Muntaner en el qual es qualifica d'impressor i responsable de l'estampació d'aquesta obra en la qual ha treballat tres anys. El 24 de desembre de 1563 rep uns diners de l'Hospital General de València, en representació de Pedro de Huete, el seu padrastre, per la impressió d'uns fulls. En la darrera plana de la Primera parte de Diana enamorada (1564) de Gaspar Gil Polo, inclou un sonet propi. En els preliminar dels Commentarios de la fundación y conquistas y toma del Peñón y de lo acaescido a los capitanes de su Magestad desde el año de 1562, hasta el de 64 (1566) de Baltasar de Collazos, inclou altre poema seu. El 14 de febrer de 1567 apareix signant com a testimoni l'àpoca en que Jerònima Galés i Pedro de Huete reconeixen el pagament de la subvenció que el Consell municipal els té assignada. Aquestes dades indiquen poca cosa sobre el seu treball efectiu a la impremta. Sols en una menció de l'any 1586, estant a Tarragona, en el pròleg d'una traducció seva al castellà de Les Metamorfosis d'Ovidi, es queixa de l'excessiu treball que tenia a la impremta familiar.
El 19 d'agost de 1566 Jerònima Galés, en unes disposicions testamentàries, com a fill major, el nomena hereu.

### Impressor a Tarragona
El 1577 es trasllada a Tarragona a petició de l'arquebisbe Antoni Agustí per a instal·lar una impremta a la ciutat, en el mateix palau arquebisbal, impremta que munta amb l'ajut de la família i de l'arquebisbe. La proposta d'Antoni Agustí fou acceptada de bon grat, tant per la independència que suposava una impremta pròpia com pel prestigi de treballar amb un erudit com Agustí. Aquest procura proporcionar-li feina des que arriba a Tarragona, ja fos encarregant-li obres pròpies seves, obres institucionals de l'Església o bé recomanant-lo als seus amics.
Durant el seu període tarragoní surten de les seves premses 22 publicacions, a un ritme irregular. Predominen les obres d'Antoni Agustí (7) i les relatives a l'església com a institució (7) i, entre les altres, destaca la traducció feta per Joan Felip d'una obra d'Ovidi. L'any 1582 Felip Mey aconsegueix una lletra grega cursiva que utilitza per primera vegada el mateix any 1582, per a editar els Canones Paenitentiales.

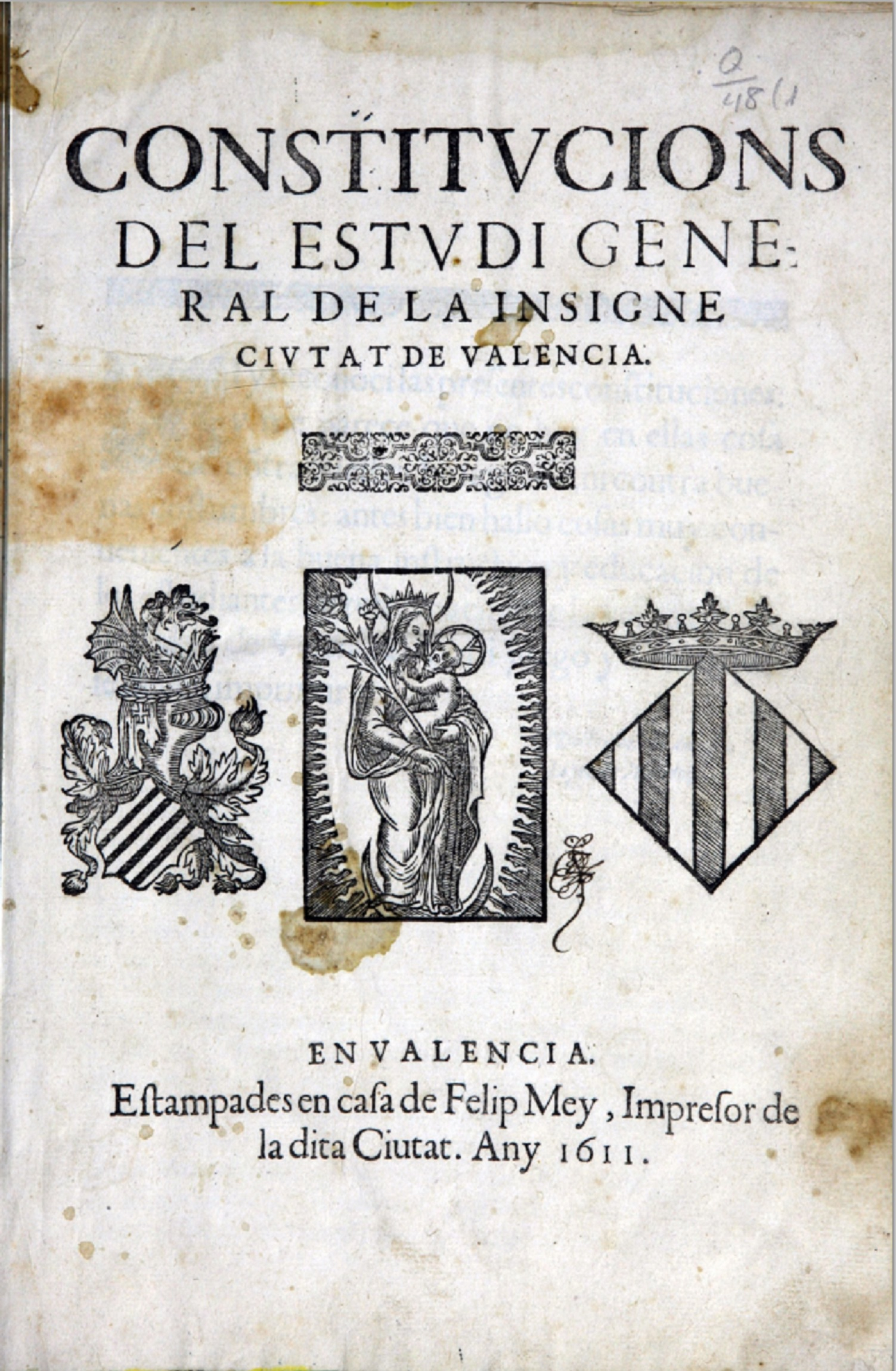
Portada de les Constitucions del Estudi General de Valencia (1611).

Malgrat que les seves edicions de llibres religiosos en castellà són mediocres pel que fa a la tipografia, quan edita llibres per a Antoni Agustí, treu edicions esplèndides.
Al voltant de 1580 es casa amb Anna Esperança Llagostera, filla del notari Sebastià Llagostera, matrimoni afavorit per l'arquebisbe Agustí amb la intenció de retenir Felip a Tarragona. L'aliança amb una prominent família tarragonina, amb dot inclòs, permeten arrodonir les finances familiars compostes per les aportacions d'Antoni Agustí i els guanys de la impremta.
La decisió de Joan Felip de deixar el taller familiar i independitzar-se, havent rebut de forma anticipada l'herència, fa que quan la seva mare torni a fer testament, el 29 de gener de 1581, institueixi hereu el seu germà Pere Patrici, deixant a Joan Felip una quantitat fixa de diners com a les germanes que ja havien rebut el dot.
Antoni Agustí mor el 31 de maig de 1586 i Felip Mey es manté a Tarragona un any més per a publicar les obres de l'arquebisbe que ja estaven enllestides. En aquest any és quan més llibres publica –2 llibres de finals de 1586 i 6 de 1587– de tots els que passa a Tarragona. La feina de la impremta l'obliga a romandre en Tarragona tot 1587.
Quan marxa de Tarragona, Felip Mey s'enduu bona part del material tipogràfic que posseïa i deixa poc material a Felip Robert, que continua amb la impremta a Tarragona.

### Els darrers anys a València
Al cap de poc d'arribar a València, a principis de 1588, instal·la la impremta i el 4 de juny de 1588 obté del Consell municipal una subvenció anual de 30 lliures per a mantenir-la. Un any després, el 13 de maig de 1589, el Consell li incrementa la subvenció fins a 50 lliures.
Des de la tornada a València compagina les tasques d'impressió amb classes a la Universitat. Així, el 2 de juny de 1589, el Consell municipal el designa per a ocupar la contraclasse de Gramàtica. El 3 de juny de 1593 ocupa la càtedra de Prosòdia que renovarà durant molts anys. El 13 de setembre de 1604 ocupa la càtedra de Principis de Grec. I el 5 d'octubre de 1611 ocupa la càtedra de Preceptes de Retòrica i Historiadors i acumula la de Grec, situació que es manté fins a la seva mort.
Al mateix temps que poeta, humanista i catedràtic, continua imprimint. De la seva impremta valenciana surten 26 llibres, poc més d'un llibre a l'any: Furs, capítols, provisions e actes de Cort... atorgats... en les Corts... de Monçó... [de] 1585 (1588) o Constitucions del Estudi General de la insigne ciutat de Valencia (1611), entre els institucionals; Schola iuris (1592) de Gaspar Gil Polo, Ratio breuis et expedita conscribendi genera epistolarum illustriora (1602) de Pere Joan Nunyes o Latine loquendi praecepta sive De octo partium orationis constructione cui Graeci Syntaxis nomem indiderunt (1604) de Bernat Bonanat, entre els tractats universitaris; i Subida del Monte Sion (1590) de Jeroni Alcocer, Exercitia spiritualia (1598 i 1599) de sant Ignasi de Loiola o Navegación segura para el cielo (1611) de Jerónimo de Segorbe, entre els religiosos.
Joan Felip Mey i la seva dona Anna Esperança Llagostera, tingueren nou fills. De les filles i del fill major, que mor jove, poc més se sap. Dels altres fills, Andreu Aureli compila –i publica el 1616– un recull de teatre líric valencià, Pau Sebastià recull faules i apòlegs i, junt a altres seves, les publica el 1613, i Francesc Felip continua la impremta familiar.
- Francesc Plàcid (1581 - abans 1598)
- Àngela Isidora (1583 - després 1598)
- Joana Patrícia (1584 - després 1598)
- Andreu Aureli (1586 - després 1608)
- Pau Sebastià (1587/1593 - ca. 1642)
- Francesc Felip (1587/1593 - 1623)
- Gaspara Emília (1587/1593 - després 1598), casada el 1609 a Tarragona amb el botiguer de draps Joan Pau Pibernat i Puig, nascut a Arenys de Munt.[35]
- Anna Júlia (1594 - després 1598)
- Hipòlita Vicenta (1597 - abans 1598)

Mor a Saragossa mentre viatjava a Pamplona el 17 d'octubre de 1612 i allà fou soterrat. Anys abans, el 24 de juliol de 1598, havia fet testament i deixa't els seus béns i la tutela dels fills a la seva muller. La notícia de la seva mort no tarda a arribar a València però per motius legals no es publica el testament fins al 2 de març de l'any següent. I el deute que tenia el Consell municipal pel darrer període de classes fetes a la Universitat, tot i reconèixer-lo el 22 de desembre de 1612, coneguda la mort de Joan Felip, no és efectivament pagat a la vídua fins a publicar-se el testament.

## Obres

### Llengua
- Prosodia (1594).[26]
- Prosodia id est; de ratione quantitatis syllabarum, de pedibus, de carminum generibus, de accentibus, epitome (1594).[26]
- De orthographia libellus vulgari sermone scriptus ad usum tironum.[38] Breu manual inclòs –possiblement a partir de l'edició publicada per Joan Felip el 1606– com a complement al Thesaurus de Bartolomé Bravo.

### Poesia
- Rimas (1586).[39] Vint-i-set sonets, dos cartes en tercets, La fuente de Alcover (seixanta-sis octaves) –preciós retrat del cercle de l'arquebisbe a Tarragona envoltat en un espai bucòlic– i uns tercets dedicats a la Verge.[40][41][42]
- In tumulum per Illustr. viri D. Hieronymi Moncadae, Academ. Valent, quondam praefecti: Quo die ipsius funus ab Schola instauratum est.[43] Elegia liminar en honor de Jeroni de Moncada.[44]
- De Felipe Mey (1596).[42] Sonet liminar a una història sobre la Verge de la font de la Salut de Traiguera de Jaime Prades.[45]
- In laudem auctoris (1597).[46] Poema liminar d'alabança a l'autor del llibre, Jeroni Pla, professor de la Universitat de València.[44]
- Dues estances i un sonet en honor de Ramon de Penyafort (1602).[47][48]
- Himne i cançó en honor de sant Lluís Bertran (1608).[47] Nou estrofes de quatre versos, el primer, i cinquanta-nou versos, la segon.[49]
- Soneto de Phelipe Mey, al Mote que trae san Luys Bertran : Hic vre, hic seca, & hic non parcas, vt in aeternum parcas (1609).[47][50]

### Traducció
- Del metamorfoseos de Ouidio en otaua rima (1586).[51]

### Recopilació
- Flor de varios y nuevos romances : tercera parte (1593).[42][44][52]

### Atribuïda
- Segunda parte de la vida del pícaro Guzmán de Alfarache (1602).[53]